# Myrmicaria irregularis
Myrmicaria irregularis är en myrart som beskrevs av Santschi 1925. Myrmicaria irregularis ingår i släktet Myrmicaria och familjen myror. Inga underarter finns listade i Catalogue of Life.